# Odakyū série 50000

La série 50000 (50000形, 50000-gata) était un type de rame automotrice électrique exploité par la compagnie Odakyu sur les services Romancecar au Japon. Elle est aussi appelée Romancecar VSE (Vault Super Express).

## Description
La série comprend deux exemplaires fabriqués par Nippon Sharyo et désignés par le cabinet Noriaki Okabe Architecture Network. Une rame se compose de 10 voitures articulées. La cabine de conduite est surélevée, permettant une vue panoramique pour les passagers situés aux extrémités de la rame.

## Histoire
Les deux rames de la série 50000 ont été introduites en mars 2005. Elles ont remporté un Good Design Award en 2005, et un Blue Ribbon Award en 2006.
Elles effectuent leurs derniers services réguliers le 11 mars 2022. La dernière rame est retirée le 10 décembre 2023.

## Services
Les rames circulaient sur les lignes  Odawara et Hakone Tozan entre Shinjuku et Hakone-Yumoto.

## Galerie photos

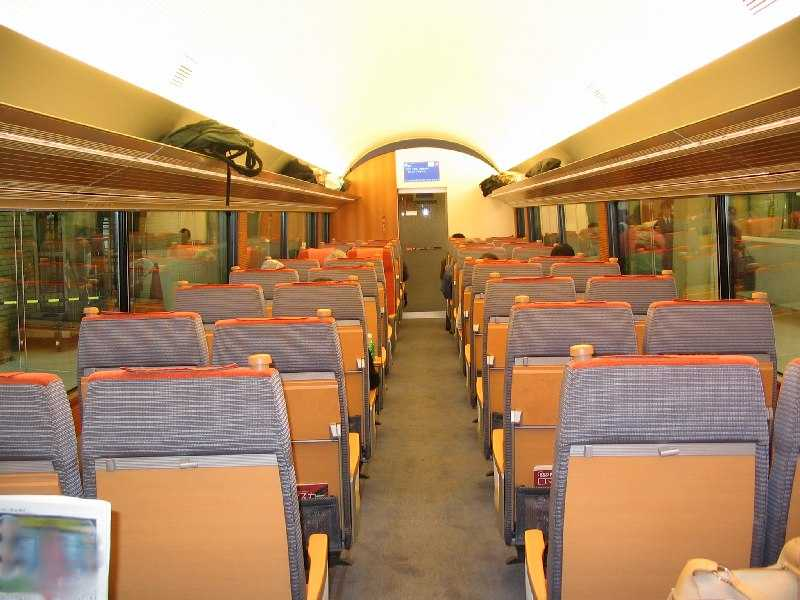
Aménagement intérieur.
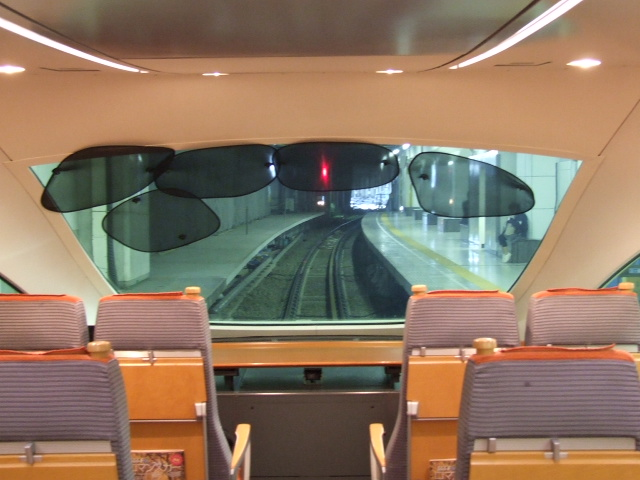
Sièges panoramiques.
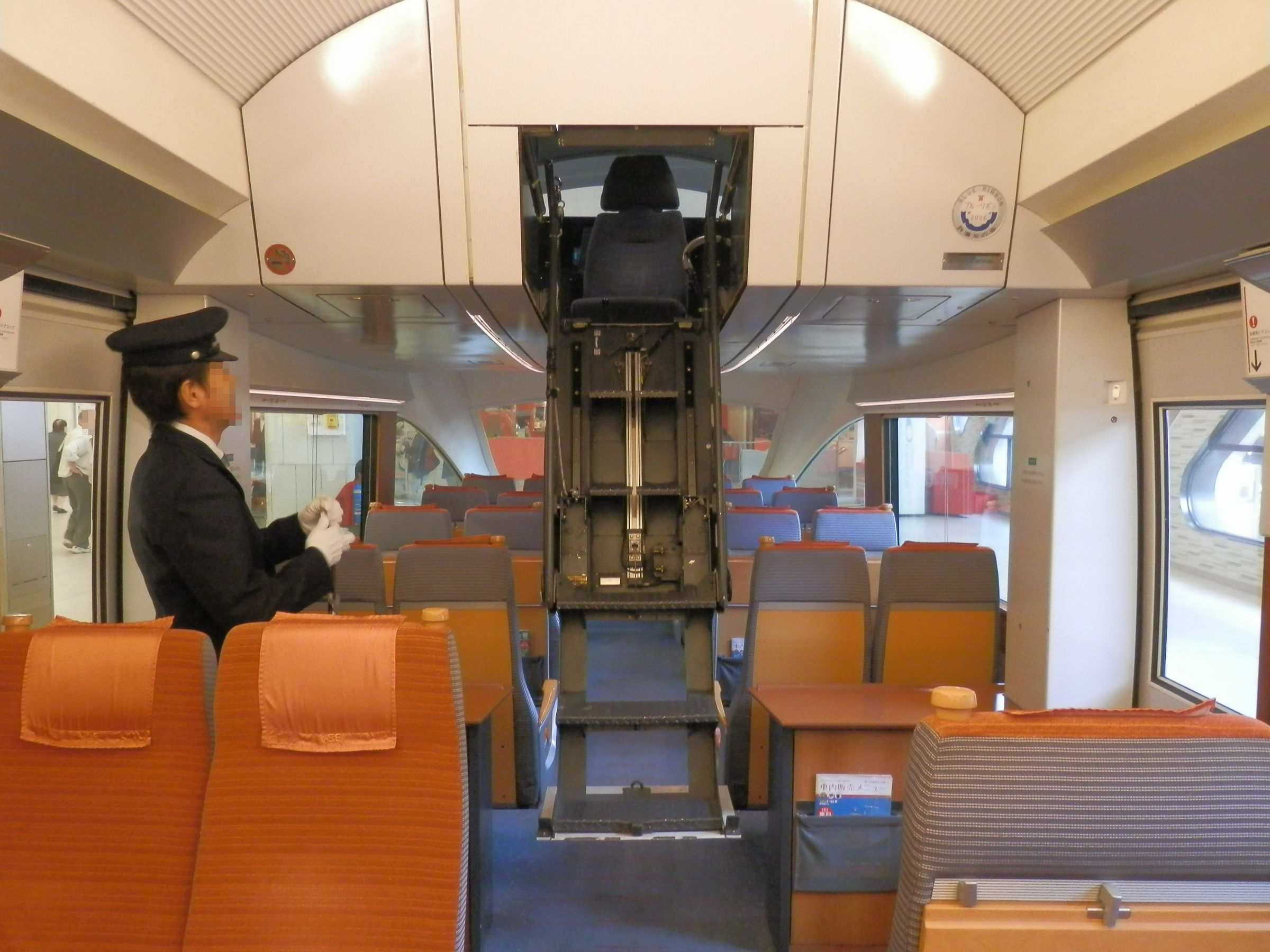
Accès à la cabine de conduite